# Pagodes jumelles de Baisikou

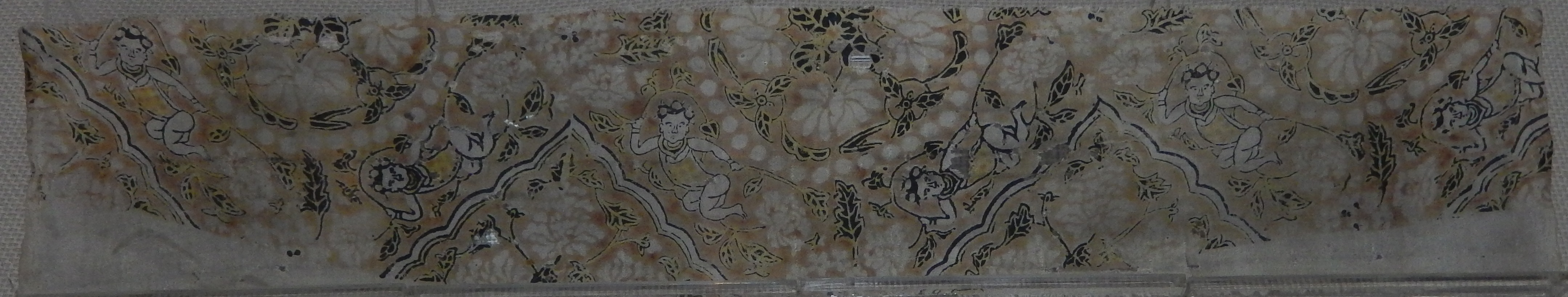
Cette peinture sur soie représentant des fleurs de lotus et des bébés fait partie des objets découverts lors de la restauration de 1986. Collection du

Les pagodes jumelles de Baisikou (chinois : 拜寺口双塔 ; pinyin : bàisìkǒu shuāngtǎ) sont situées sur le flanc oriental des monts Helan à une cinquantaine de kilomètres du centre de Yinchuan, chef-lieu du Ningxia en Chine.
La datation du bois par le carbone 14 a montré qu'elles ont été construites au temps du royaume tangoute des Xia occidentaux (1036-1227). Le temple situé entre les deux a été détruit par des tremblements de terre.
Les pagodes ont des formes légèrement différentes. En briques creuses, elles sont octogonales, hautes de treize étages et présentent de larges corniches. La pagode occidentale mesure 36 m, la pagode orientale 39 m.
Elles figurent dans la troisième liste des  Sites historiques et culturels majeurs protégés au niveau national sous le numéro de catalogue (3-154) depuis 1988. 
Une troisième pagode bâtie sur un plan carré (fangta) se trouvait dans une vallée latérale à une dizaine de kilomètres. Il s'agit de la pagode carrée de Baisikou qui abritait notamment le plus ancien livre encore existant imprimé avec des caractères mobiles en bois.

Vues des pagodes
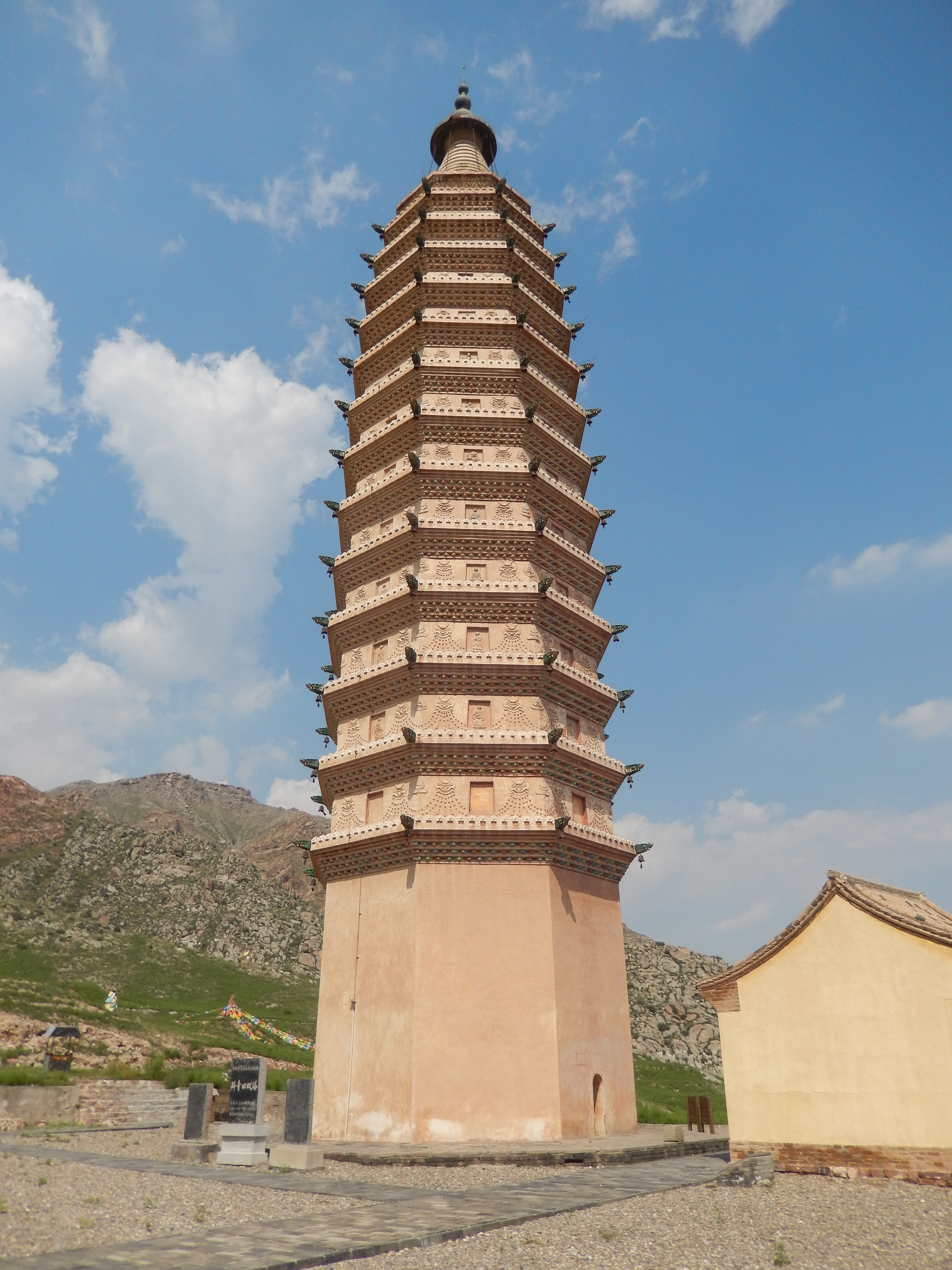
La pagode occidentale
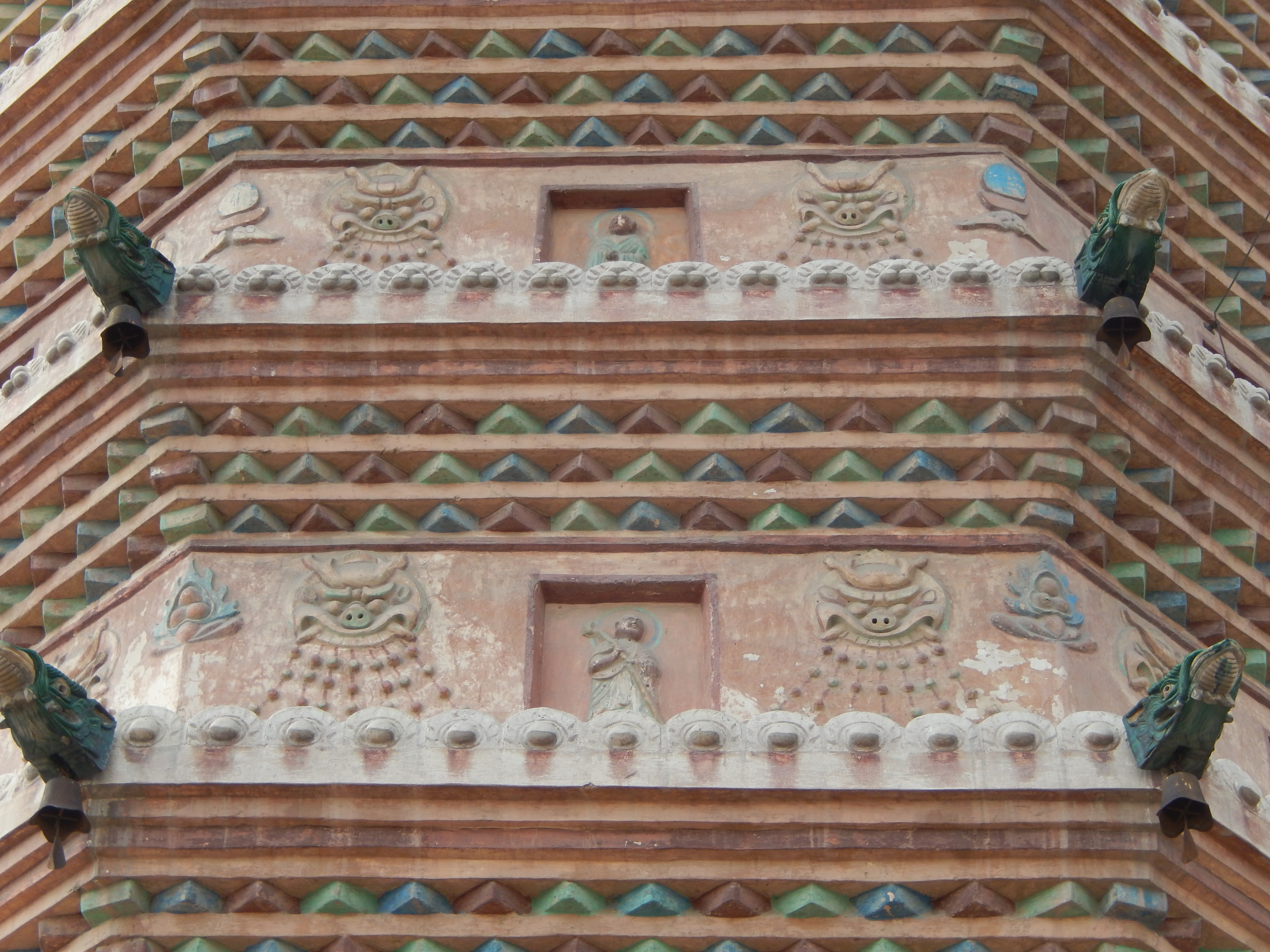
Décoration de la pagode occidentale
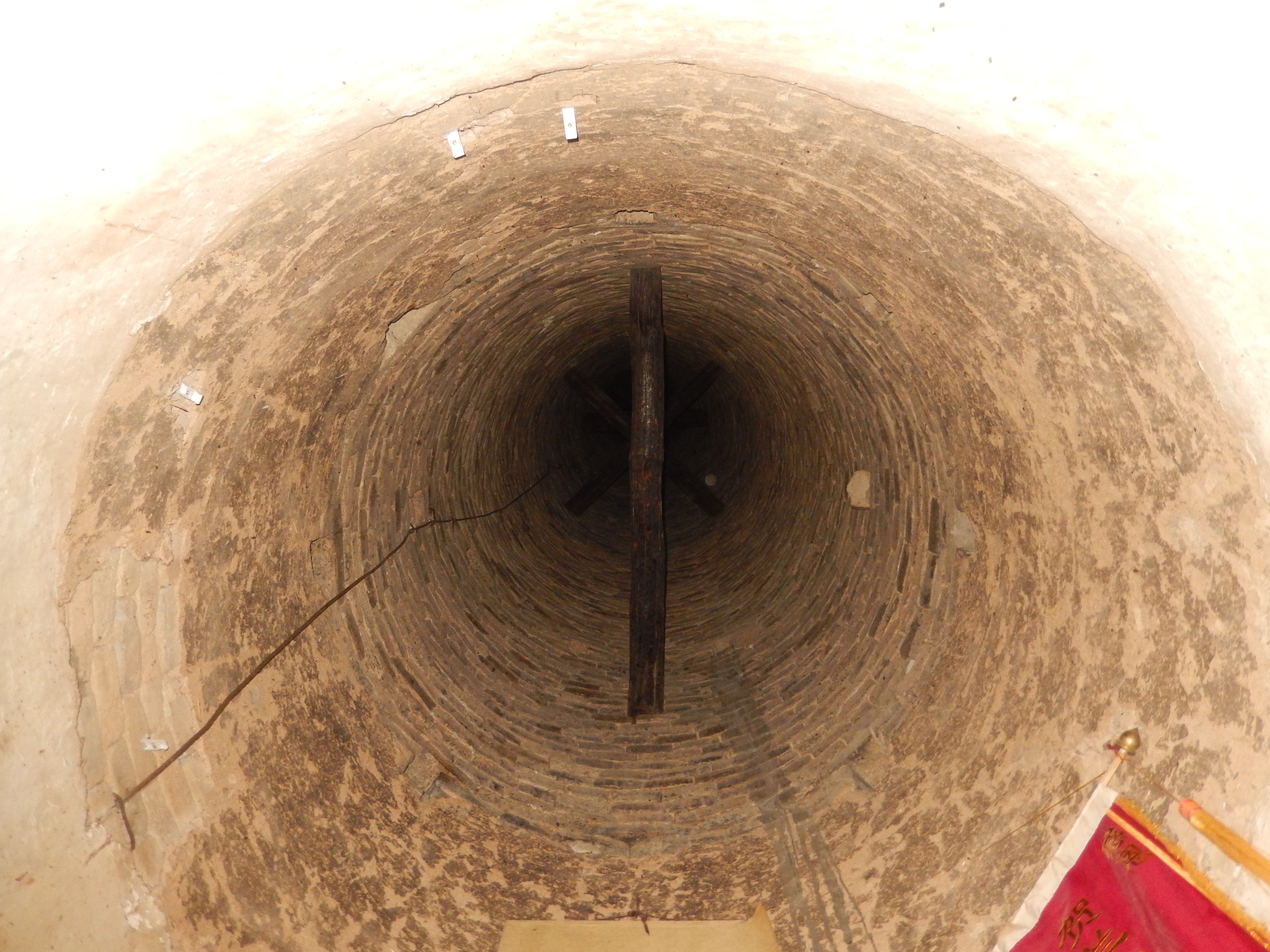
Intérieur de la pagode
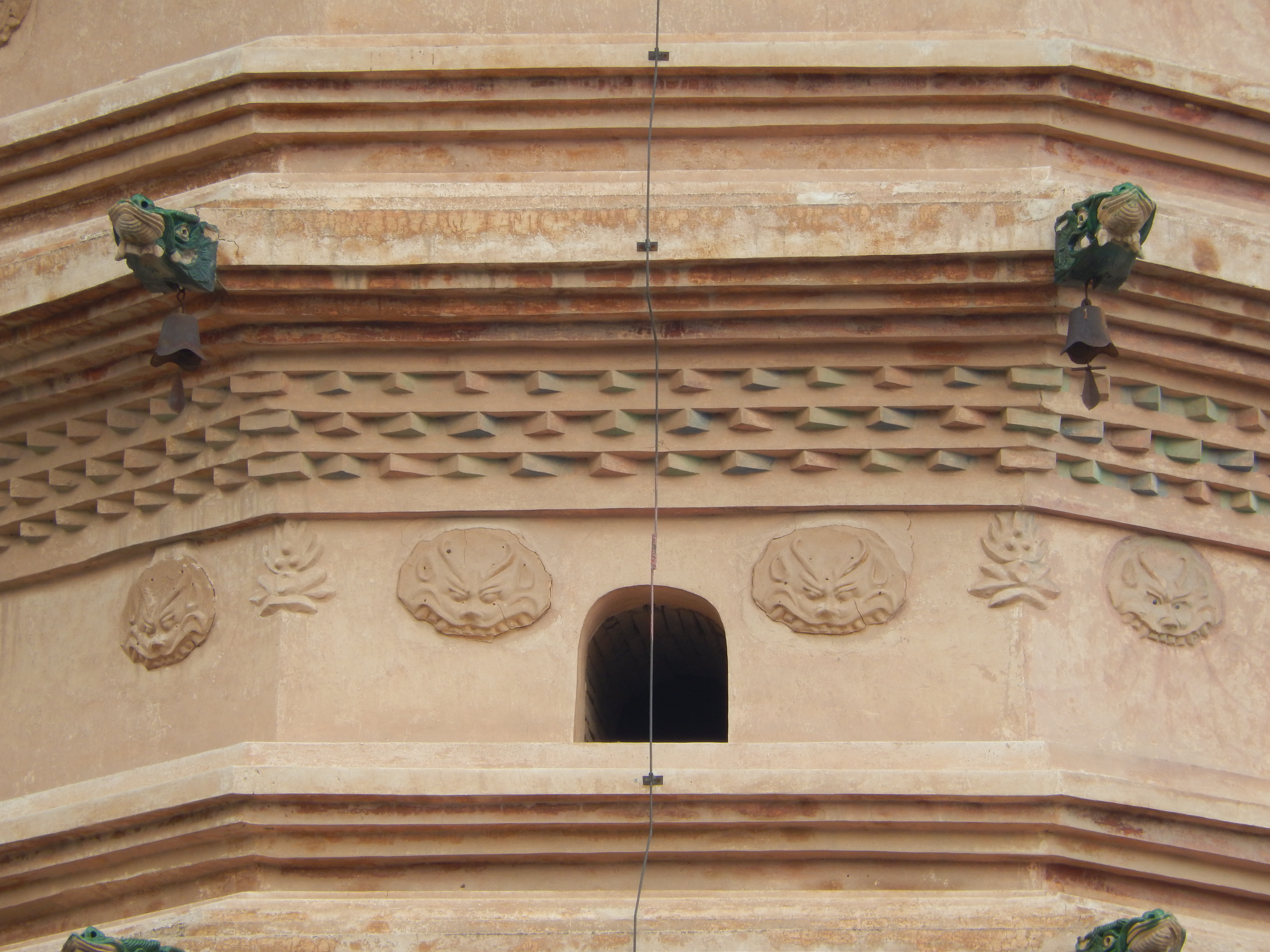
Décoration de la pagode orientale
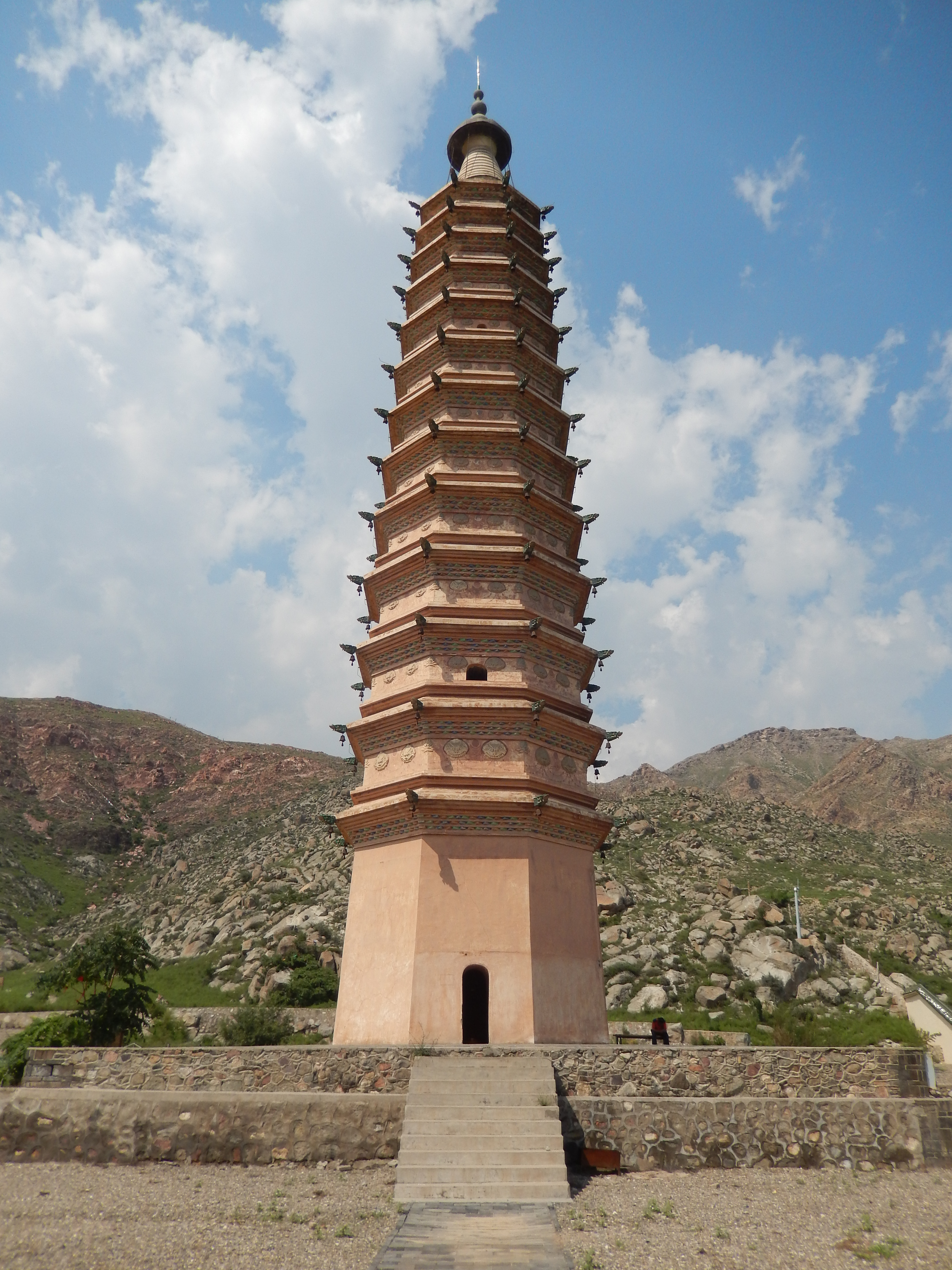
La pagode orientale

- (de) Cet article est partiellement ou en totalité issu de l’article de Wikipédia en allemand intitulé « Zwillingspagoden von Baisikou » (voir la liste des auteurs).